# Miller Army Airfield

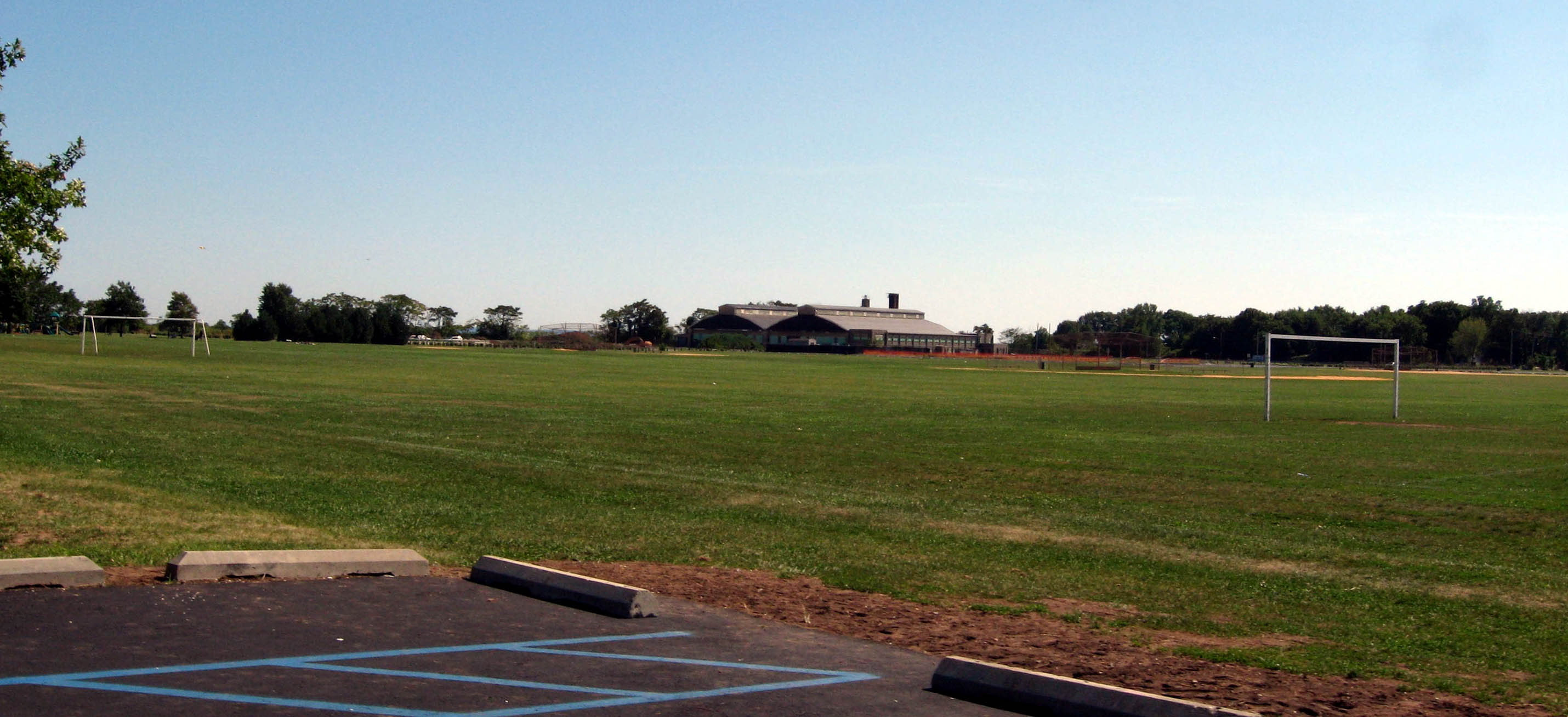
Sportfeld. Im Hintergrund einer der ehemals zwei Doppelhangars. Blick nach Südosten.

Miller Army Airfield war eine militärische Einrichtung des amerikanischen Verteidigungsministeriums auf Staten Island, einem der fünf Stadtteile von New York. Das darauf befindliche, 75,7 ha große Flugfeld war bis 1969 einzig für die Landesverteidigung vorgesehen. Nach dem Zweiten Weltkrieg wurden hier neben der Funktion als Flugplatz auch Raketen gewartet. Heute dient ein Großteil des Areals als Grünfläche für Sport. Getrennte Bereiche stehen für Cricket, Fußball, Baseball und Softball zur Verfügung, außerdem gibt es einen Bocciaplatz, Spielplätze und einen gesonderten Picknickbereich. Der Flugzeughangar steht unter Denkmalschutz, da er die Bauweise der frühesten Flugzeughallen der USA repräsentiert.

## Lage
Das rechteckige Gelände grenzt mit seiner Schmalseite nach Südosten an den Strand zum Atlantischen Ozean. Entlang der landseitigen Schmalseite verläuft der Hylan Boulevard, die wichtigste Verkehrsachse innerhalb von New Dorp auf Staten Island. Teile der Fläche sind Büros, Geschäften und der New Dorp Highschool vorbehalten. Die beiden Längsseiten des Geländes sind heute vollständig mit Einfamilienhäusern bebaut.
Die Lage galt militärisch als ideal, da dort sowohl land- als auch seegängige Flugzeuge landen und untergebracht werden konnten. Das Gelände war in die drei Teile Hangar, Verwaltung und Housing unterteilt.

## Geschichte
Das Grundstück ging aus dem Erbe des Eisenbahnmagnaten William Henry Vanderbilt hervor. Mit dem Ende des Ersten Weltkriegs stieg in den USA das Bewusstsein für stärkere Verteidigungsanstrengungen. Miller Field ist eines von sieben Flugarealen, die zu dieser Zeit zur Verteidigung der Ostküste installiert wurden.
Der Name des Militärgeländes wurde zu Ehren von Hauptmann James Ely Miller (1883–1918) vergeben, der 1918 über den Wäldern von Corbeny bei Laon als erster amerikanischer Pilot im Ersten Weltkrieg gefallen war. Eine Erinnerungstafel aus Bronze, die seine Mutter anlässlich seines Todes ausgehändigt bekommen hatte, hängt noch immer am Verwaltungsgebäude.
Das Gelände war in den Jahren 1919 bis 1921 als Seeverteidigungsstätte zum Schutz der New York Bay und der Häfen von New York City eingerichtet worden. Anfangs wurden etwa vierzig Gebäude gebaut, die zu den drei Divisionen Hangar, Administration und Housing gehörten. Dieser Standort wurde gewählt, weil damit sowohl die Verteidigung des New Yorker Hafenareals als auch die Stationierung see- und landgestützter Flugzeuge möglich waren. Es verdichtete somit die Verteidigungsanlagen zwischen Fort Wadsworth und Fort Hancock an der Westseite des Mündungstrichters des Hudson River. Zu dem Flugplatz gehörten zwei zweischiffige Flugzeughallen für Wasserflugzeuge sowie ein Leuchtturm.
Die Grundstückskosten beliefen sich auf 100.000 US-Dollar, die Kosten für die Infrastruktur auf 1,35 Mio. US-Dollar. Stationiert wurden anfangs die 27. Division des Air Corps der Nationalgarde und eine Fliegerstaffel der Armee.
Wichtige Größen der Fliegergeschichte sind hier gelandet wie etwa Charles Lindbergh und Richard Evelyn Byrd. Byrd startete hier zu seiner großen Südpol-Überquerung 1929.
Wenig westlich des Geländes stieß am 16. Dezember 1960 bei der Flugzeugkollision von New York City eine Douglas DC-8 der United Air Lines mit einer Lockheed Super Constellation der TWA zusammen. Die Mehrzahl der Constellation-Wrackteile fielen in die Nordwestecke des Miller Airfields. Mit 134 Opfern (alle 128 Insassen beider Maschinen und sechs Personen in Brooklyn, wo die DC-8 abstürzte) war es zu diesem Zeitpunkt der schwerste Flugunfall in den USA, noch vor der Flugzeugkollision über dem Grand Canyon vom Juni 1956, bei der 128 Menschen starben. Bei der Ermittlung des Unfallhergangs wurden erstmals die Aufzeichnungen eines Flugschreibers ausgewertet, der sich an Bord der DC-8 befand.

## Hangar

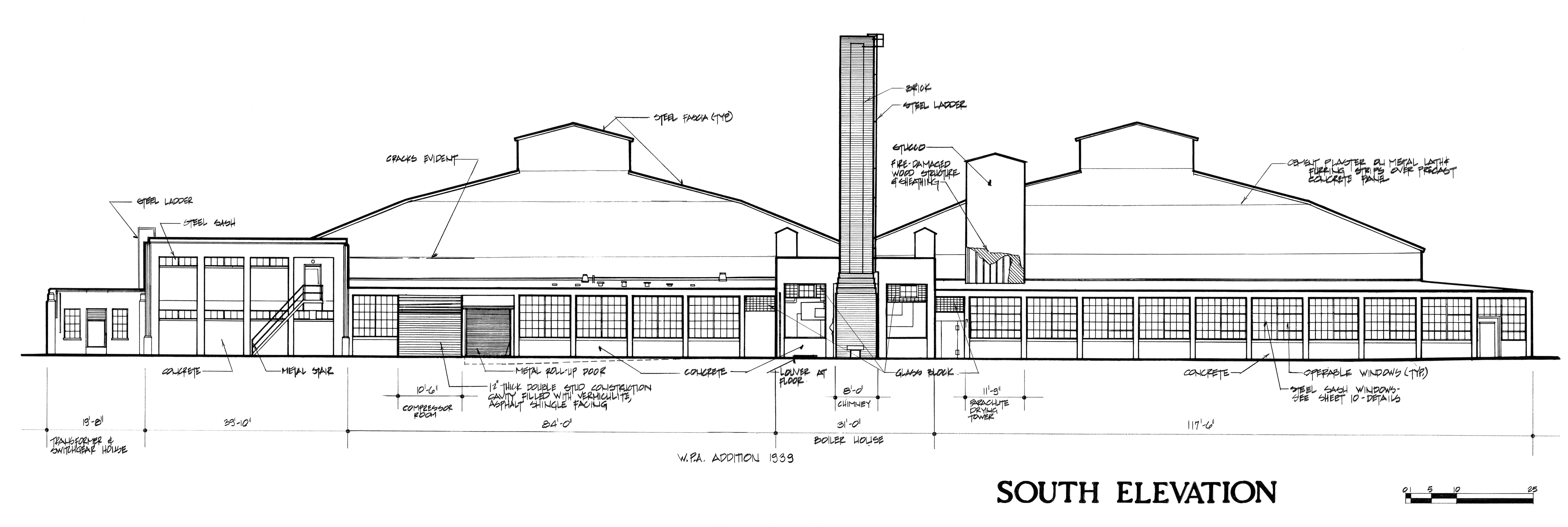
Konstruktionszeichnung der Doppelhalle, Rückseite, Baujahr 1921, Erweiterung 1939

Der inzwischen abgetragene zweite Doppel-Hangar von vorn. Zustand 1978

Die 67 × 48 Meter große Flugzeug-Doppelhalle aus Stahlbeton wurde mit der Gebäudenummer 38 geführt. Sie diente der Unterbringung sowohl land- als auch seegängiger Flugzeuge. An der Frontseite befinden sich große Sektoraltore, die sich individuell öffnen lassen. Alle Fenster sind mit Drahtbewehrung versehen. Hier wurden in enger Zusammenarbeit mit der Luftfahrtindustrie einige der frühen amerikanischen Flugzeuge getestet.
In den Jahren 1938/39 wurde die Halle vollständig umgebaut, weil keine Wasserflugzeuge mehr im Einsatz waren. Ab dieser Zeit waren 300 Mann im Miller Army Airfield stationiert.
Die Halle gilt heute als eines der frühsten derartigen Bauwerke in den USA. und stellt den wichtigsten Gebäudekomplex des Geländes dar, durch den auf die frühe Geschichte und die Funktion des gesamten Areals hingewiesen wird. Diese Begebenheit brachte dem Geländeteil den Eintrag als Historic District in das Nationale Verzeichnis historischer Stätten der Vereinigten Staaten.
Bis zu seiner Außerdienststellung 1969 wurden auf dem Gelände auch Nike-Raketen bevorratet und repariert, die unter anderem im Luftwaffenstützpunkt Fort Hancock eingesetzt wurden. Seit 1972 gehört das Gelände zum damals gegründeten Naherholungsgebiet Gateway National Recreation Area.